# 蓬 (駆逐艦)
蓬（よもぎ）は、大日本帝国海軍の駆逐艦で、樅型駆逐艦の19番艦である。

## 艦歴
1921年（大正10年）2月26日、東京石川島造船所で起工。1922年（大正11年）3月14日進水。同8月19日竣工。
1937年（昭和12年）から1938年（昭和13年）まで、日中戦争において華北沿岸の作戦に参加した。
1940年（昭和15年）4月1日、哨戒艇に類別変更。第三十八号哨戒艇に改称。
太平洋戦争において南方で海上護衛、哨戒作戦に従事。
1942年（昭和17年）1月12日夜、タカラン攻略作戦において、タラカン島とブニュー島の間で脱出を試みたオランダ敷設艦プリンス・ファン・オラニエ(Hr. Ms. Prins van Oranje)を発見し、山風とともにオラニエを撃沈した。これは蘭印方面における初の水上艦同士の交戦でもあった。
1942年3月から4月には西部ニューギニア戡定作戦に参加。
1944年（昭和19年）11月23日10時、第38号哨戒艇は第102号哨戒艇および第33号駆潜艇と共に特設運送船さんとす丸（満珠丸）（大阪商船、7,266トン）（戦艦武蔵生存者便乗）単船からなるマタ34船団を護衛し、高雄に向けてマニラを出港。船団は12ノットから13ノットの速力で北上していったが11月24日23時、バシー海峡を航行中に船団は米潜アトゥル(USS Atule, SS-403)にレーダーで探知される。アトゥルは戦闘配置を令して浮上状態のまま先回りして船団を待ち伏せた。25日1時15分、アトゥルは疾走深度を6フィート（約1.83メートル）に設定した魚雷を艦首発射管から6本、艦尾発射管から2本、重なった目標に向けて発射した。まず、第38号哨戒艇の艦橋および機械室付近に魚雷2本が命中し、1分ほどで沈没。。間もなくさんとす丸にも魚雷2本が命中し、間を置かずして沈んでいった。哨戒艇長高田又男大尉以下145名が戦死した。沈没地点はサブタン島アハウ岬南西5km地点付近、北緯20度14分 東経121度50分 / 北緯20.233度 東経121.833度。
1945年（昭和20年）3月10日除籍。
後年、高雄の道教霊廟にて神艦として祀られるようになる。

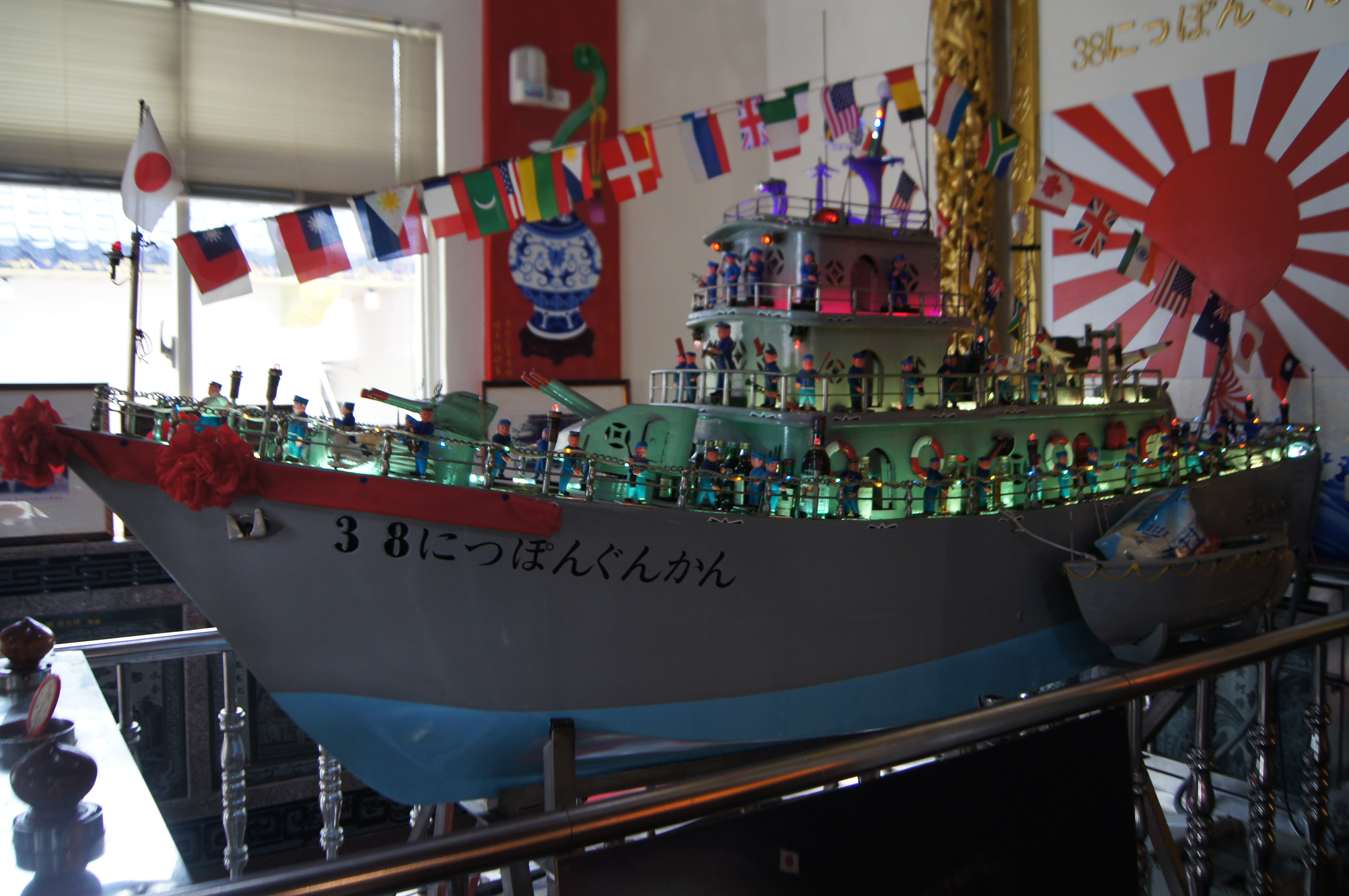
鳳山紅毛港保安堂で祀られる第三十八号哨戒艇
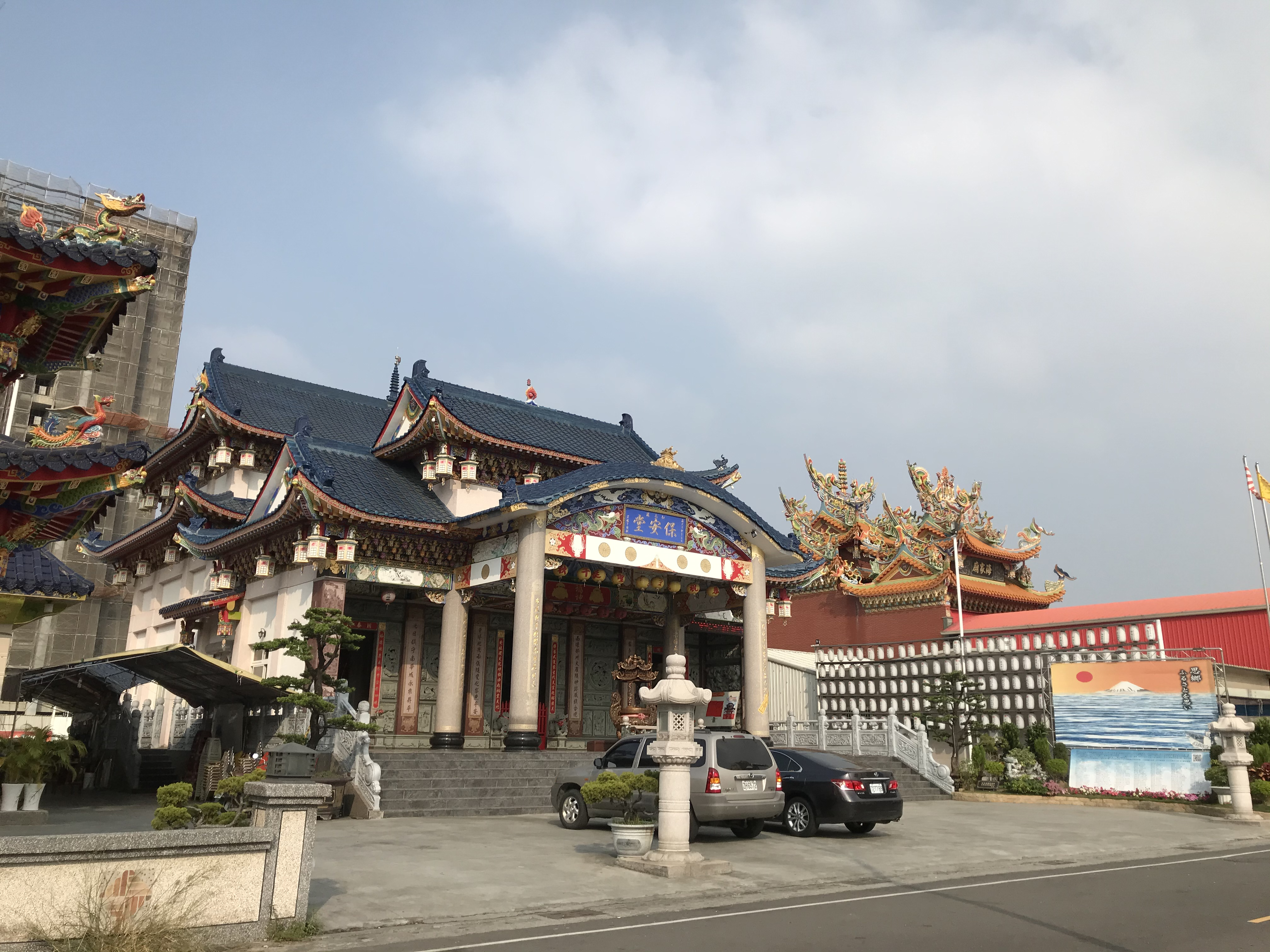
保安堂外観、右奥の提灯には第三十八号哨戒艇の乗組員らの名前が記されている

## 艦長
※『日本海軍史』第9巻・第10巻の「将官履歴」及び『官報』に基づく。
艤装員長
- 有馬直 少佐：1922年3月20日[20] - 1922年6月10日[21]

駆逐艦長
- 有馬直 少佐：1922年6月10日[21] - 1924年12月1日[22]
- 大藤正直 大尉：1924年12月1日[22] - 1925年5月1日[23]
- 帖佐敬吉 少佐：1925年5月1日[23] - 1926年12月1日[24]
- 大藤正直 少佐：1926年12月1日[24] - 1927年12月1日[25]
- 古木百蔵 少佐：1927年12月1日[25] - 1929年11月1日
- （兼）伊集院松治 少佐：1929年11月1日 - 1929年11月30日
- 博義王 少佐：1929年11月30日[26] - 1930年12月1日[27]
- 松原博 少佐：1930年12月1日 - 1931年11月2日
- 天野重隆 大尉：1931年11月2日 - 1933年5月17日
- （兼）帖佐敬吉 中佐：1933年5月17日[28] - 1933年5月25日[29]
- 中村謙治 大尉：1933年5月25日[29] - 1933年11月15日[30]
- 山田鉄夫 少佐：1933年11月15日[30] - 1934年6月1日[31]
- 田代格 大尉：1934年6月1日[31] - 1935年6月1日[32]
- 藤田浩 少佐：1935年6月1日[32] - 1935年11月15日[33]
- （兼）家木幸之輔 少佐：1937年7月29日[34] - 1937年11月15日[35]
- 萩尾力 大尉：1937年11月15日[35] - 1939年2月20日[36]

第一哨戒艇隊特務艇長
- 種子壽美男 予備大尉：1941年11月20日[37] - 1942年4月10日[38]

哨戒艇長
- 種子壽美男 予備大尉：1943年2月15日[39] - 1943年6月20日
- 高田又男 予備大尉/大尉：1943年6月20日[40] - 1944年11月25日 - 戦死。